# Матвійчук Олександр Миколайович
Олександр Миколайович Матвійчук (13 травня 1975, м. Київ,СРСР) — український хокеїст, лівий нападник.
Виступав за ШВСМ (Київ), «Крижинка» (Київ), «Сієтл Тандербердс» (ЗХЛ), «Норт-Бей Сентенніалс» (ОХЛ), «Толедо Сторм» (ХЛСУ), «Вілінг Нейлерс» (ХЛСУ), «Грінсборо Дженералс» (ХЛСУ), «Металург» (Новокузнецьк), ЦСКА (Москва), СКА (Санкт-Петербург), «Молот-Прикам'я» (Перм), «Крила Рад» (Москва), ХК «Арбога», «Хімволокно» (Могильов), АТЕК (Київ), «Сокіл» (Київ).
У складі національної збірної України провів 134 матчі (26+35); учасник чемпіонатів світу 2000, 2001, 2004, 2005, 2007, 2008 (дивізіон I), 2009 (дивізіон I) і 2010 (дивізіон I). У складі молодіжної збірної України учасник чемпіонату Європи 1993 (група C).
До повномасштабного вторгнення російських окупантів в Україну працював дитячим тренером у школах богуславських «Шершнів» і київського «Сокола». 
Після 24 лютого 2022 роцу увійшов до лав територіальної оборони в одному з сіл на Київщині. З літа 2022-го — боєць Збройних сил України.
Досягнення
- Чемпіон України (2003, 2005, 2006, 2007, 2009)
- Володар Кубка України (2007).